# Orazio Lancellotti
Orazio Lancellotti (Roma, 8 de dezembro de 1571 - Roma, 9 de dezembro de 1620) foi um cardeal do século XVII

## Biografia
Nasceu em Roma em 8 de dezembro de 1571. De família atribuída à nobreza romana em 1589. O mais velho dos sete filhos de Paolo Lancellotti, conservador de Roma, e Giulia Delfini Mancinelli. Os outros irmãos eram Francesco, Giovanni Battista (bispo de Nola e núncio na Polônia), Tibério ( conservador de Roma), Ottavio (cavaleiro de Santiago), Purenzia e Cecília (freira de Tor de' Specchi). Sobrinho do Cardeal Scipione_Lancelotti (1583). Tio do Cardeal Giulio Gabrielli (1641), por parte de mãe. Outro cardeal da família foi Filippo Lancellotti (1794).
Estudou Direito na Universidade de Perugia, junto com seu irmão Giovanni Battista. Foi membro da Academia Literária degli Insensati..
Cânone da basílica patriarcal do Vaticano, 31 de maio de 1596. Nomeado pelo Papa Clemente VIII referendário dos Tribunais da Assinatura Apostólica da Justiça e da Graça. Auditor da Sagrada Rota Romana de 26 de junho de 1596 (ou 1597) até 1611, sucedendo a Lorenzo Bianchetti, promovido ao cardinalato; obteve o cargo graças aos bons ofícios de seu tio, o cardeal Scipione, que ocupava esse cargo em 1585. Auditor da Penitenciária Apostólica, 24 de março de 1597. Auditor do Palácio Apostólico. Auditor da Câmara Apostólica. Regente da Penitenciária Apostólica, 14 de outubro de 1609. Em 1610, restaurou a antiga igreja de S. Simeone Profeta, que fora título cardinalício até 1587, quando foi transferida para a igreja de S. Salvatore em Lauro. Tornou-se amigo íntimo de Michalangelo Tonti, futuro cardeal..
Recebeu o diaconado..
Criado cardeal sacerdote no consistório de 17 de agosto de 1611; recebeu o chapéu vermelho em 20 de agosto de 1611; e o título de S. Salvatore em Lauro, 12 de setembro de 1611. Prefeito do SC do Concílio Tridentino de 1616 até sua morte. Concluiu a construção da praça Lancellotti, iniciada pelo Cardeal Scipione, confiando a obra a Carlo Madero. Ele é frequentemente lembrado por uma preocupação muito real com novas fundações e ordens religiosas e tinha boas relações com os jesuítas; além disso, foi vice-protetor da Ordem dos Frades Menores, fundada por Francesco di Paola; futuro santo..
Morreu em Roma em 9 de dezembro de 1620. Imediatamente após a sua morte, o corpo foi levado para a igreja de S. Maria Nuova; e depois para a basílica patriarcal de Latrão, onde foi sepultado na capela de sua família, fundada pelo cardeal Scipione Lancellotti no final do século anterior. Seu único herdeiro foi seu irmão Tibério. Ele deixou 6.000 escudos para a nova Ordem das Escolas Pias (Scoloppini)..